# Algenlaminit

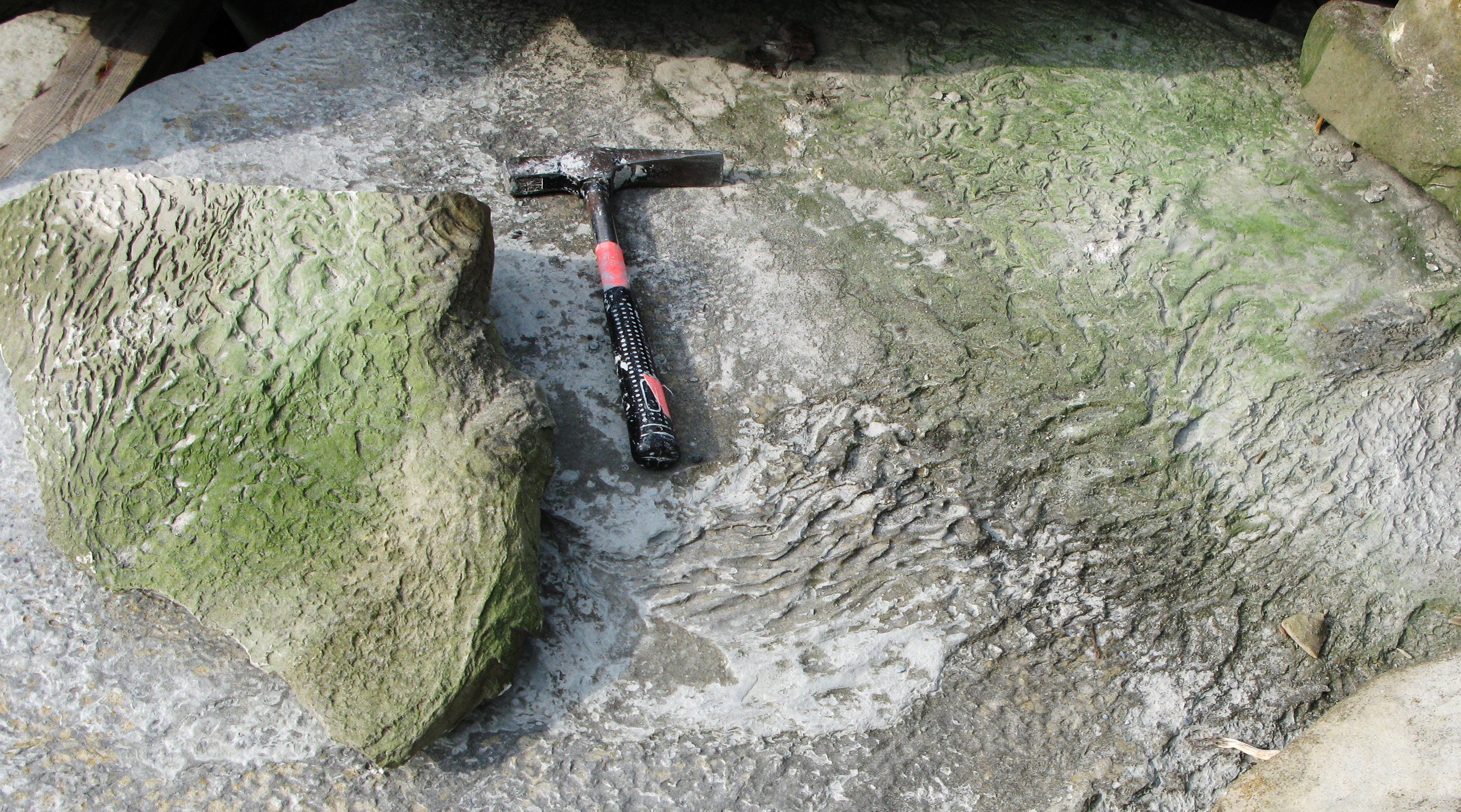
Feinschichtiges Sedimentgestein ("Runzelmarken") im südlichen Teil der Insel Gotland.

Algenlaminit („Laminit“ von lateinisch lāmina „Platte, Blatt, Scheibe“) ist ein feingeschichtetes Sedimentgestein mit englagigen Strukturen, das durch die Stoffwechseltätigkeit von Algen und anderen Mikroben sowie durch eine Bindung von Karbonatpartikeln in den Mikrobenmatten (früher: Algenmatten) entstanden ist.

## Entstehung
Algenlaminite sind bezüglich ihrer Entstehungsweise den Stromatolithen ähnlich und mit ihnen grundsätzlich vergleichbar. Einige Mikroorganismen in den Flachwasserbereichen von Meeren und Seen bauen durch Ausscheidung mineralischer Stoffwechselprodukte (Karbonate, Kieselsäure) einen eigenen lebensnahen Raum auf. Besonders bekannt sind dafür beispielsweise die Korallen. Andere binden mineralische Schwebstoffe in ihren Lebensraum ein.

Für die Entstehung feinschichtiger planarer oder leicht gekräuselter Laminite sind in der Hauptsache Cyanobakterien verantwortlich. In ihren mattenförmigen Kulturen werden biomikritische Karbonatpartikel aus dem Schwebstoffanteil des Wassers eingebunden. Die Mikroben wachsen senkrecht zur Mattenebene weiter und erzeugen auf diese Weise einen systematisch wiederkehrenden lagenartigen Aufbau. Besonders charakteristisch ist dabei die parallele Lage dieser in geringer Distanz zueinander liegenden Schichten.
In die feinen Schichten eingelagert finden sich versteinerte Gasblasen („Birdseyes“ oder syngenetische Poren), welche nachträglich mit Mineralsubstanzen ausgefüllt sein können.